# Aßling
|  | Assling er også navnet på en kommune i Tyrol |
Aßling er en kommune i Landkreis Ebersberg i Regierungsbezirk Oberbayern i den tyske delstat Bayern. Den er sammen med kommunerne Emmering og Frauenneuharting medlem af Verwaltungsgemeinschaft Aßling.

## Geografi
I Aßling løber floden Attel. Kommunen ligger cirka 40 km fra delstatshovedstaden München, med en station på jernbanelinjen München – Rosenheim . Til Grafing b.München er der kun 7 km, til Ebersberg 11 km, til Wasserburg am Inn 23 km og til Rosenheim 20 km.
I 1818 dannedes den kommunen med landsbyerne Adelpolt, Ametsbichl, Aßling, Ast, Bichl, Haar, Holzen, Längholz, Langkofen, Martermühle, Niclasreuth, Obstädt, Osterwald, Pörsdorf, Pürzelberg, Rammel, Sixtenreit, Sonnenreit, Steinkirchen, Stelzenreit, Tegernau, Thaldorf og Wollwies. 

I 1978 indlemmedes den tidligere selvstændige kommune Loitersdorf med landsbyerne Dorfen, Hochreit, Lorenzenberg, Loitersdorf, Ober- und Untereichhofen, Pfadendorf, Hainza, Pausmühle, Setzermühle og Siglmühle .
- Kirken i Aßling
- Kirken i Lorenzenberg

- Landsbyen Dorfen
- Kirken i Steinkirchen